# Bezděkov (Krásná Hora)
Bezděkov (německy Besdiekow) je malá vesnice, část obce Krásná Hora v okrese Havlíčkův Brod. Nachází se asi 3 km na jihovýchod od Krásné Hory. V roce 2009 zde bylo evidováno 35 adres. V roce 2001 zde trvale žilo 60 obyvatel. Jihozápadním okrajem osady protéká Perlový potok, který je levostranným přítokem řeky Sázavy.
Bezděkov leží v katastrálním území Bezděkov u Krásné Hory o rozloze 3,77 km2. V katastrálním území Bezděkov u Krásné Hory leží i Hlavňov.

## Název
Název se vyvíjel od varianty Bezdecow (1379, Bezděkow (1436). Místní jméno znamenalo Bezděkův (dvůr).

## Historie
Do roku 1970 byl samostatnou obcí, od 26. listopadu 1971 je místní částí Krásné Hory.